# رود اورینوکو
رود اورینوکو یا ریو اورینوکو (به اسپانیایی: Río Orinoco) رودی مهم در آمریکای جنوبی است که از ارتفاعات گویان در ونزوئلا سرچشمه گرفته و پس از طی مسافتی به‌طول تقریباً ۲٬۷۴۰ کیلومتر به اقیانوس اطلس می‌ریزد. این رود به استثنای بخشی از آن که مرز بین ونزوئلا و کلمبیا را تشکیل می‌دهد در بیشتر طول مسیر خود از داخل خاک ونزوئلا می‌گذرد. نام اورینوکو برگرفته از واژه‌ای گوارانویی است به معنای «مکانی برای پاروزدن» که خود به قابلیت کشتی‌رانی در آب‌های این رودخانه اشاره دارد.

## مشخصات

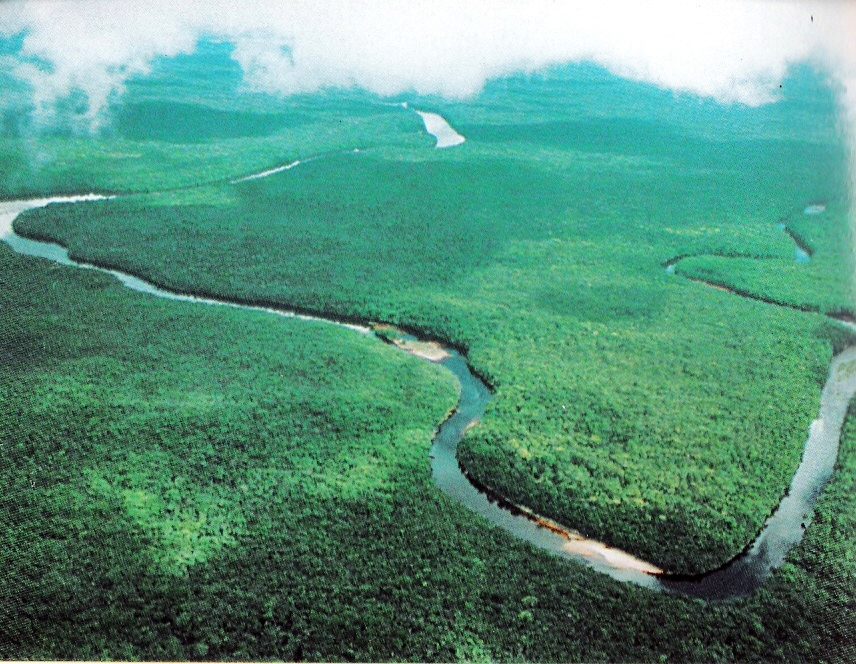
نمایی از مسیر رود اورینوکو

رود اورینوکو در نزدیکی کوه دلگادو چلبائو در ارتفاعات گویان واقع در جنوب ونزوئلا سرچشمه می‌گیرد. این رود سپس با طی مسیر قوسی‌شکل وسیعی به طول تقریبی ۲٬۴۱۰ تا ۲٬۷۳۵ یا ۲٬۷۴۰ کیلومتر در درون جنگل‌های بارانی و ساواناهای گرمسیری و تشکیل بخشی از مرز کشور ونزوئلا با کلمبیا، با گذر از دلتایی باتلاقی به مساحت ۲۰٬۲۰۰ کیلومتر مربع موسوم به دلتای رود اورینوکو در شمال شرقی ونزوئلا به اقیانوس اطلس می‌ریزد.
رود اورینوکو یکی از طولانی‌ترین رودهای آمریکای جنوبی است و حوضه آبریز آن که با کوه‌های آند در غرب و شمال، ارتفاعات گویان در شرق و حوضهٔ آبخیز آمازون در جنوب هم‌مرز است، مساحتی پیرامون ۹۴۸٬۰۰۰ کیلومتر مربع را در بر می‌گیرد. این منطقه همچنین تقریباً چهار پنجم مساحت ونزوئلا و یک چهارم مساحت کلمبیا را شامل می‌شود.
رود آپوره مهمترین رودی است که به اورینوکو می‌پیوندد و آن را تغذیه می‌کند. خود رود اورینوکو نیز از طریق کانال طبیعی کاسیکیاره به رود آمازون می‌پیوندد. همچنین شدت جریان آب در این رود متغیر بوده و در هر فصل تغییر می‌کند.
دو آبشار بزرگ آتوره و مایپوره، رود اورینوکو را به دو بخش بالایی و پایینی تقسیم می‌کند. این رود در بیشتر طول خود قابل کشتی‌رانی است و لایروبی آن، دسترسی کشتی‌های اقیانوس‌پیما تا شهر سیوداد بولیوار در ۴۳۵ کیلومتری بالادست رودخانه را امکان‌پذیر می‌سازد. سیوداد بولیوار همراه با سیوداد گوایانا از مهمترین شهرهای واقع در مسیر رود اورینوکو هستند که در اواخر دههٔ ۱۹۶۰ و در منطقه‌ای صنعتی توسعه یافتند. این دو شهر امروزه از طریق پلی بزرگ بر روی رودخانه به یکدیگر متصل شده‌اند.

## تاریخچهٔ اکتشاف

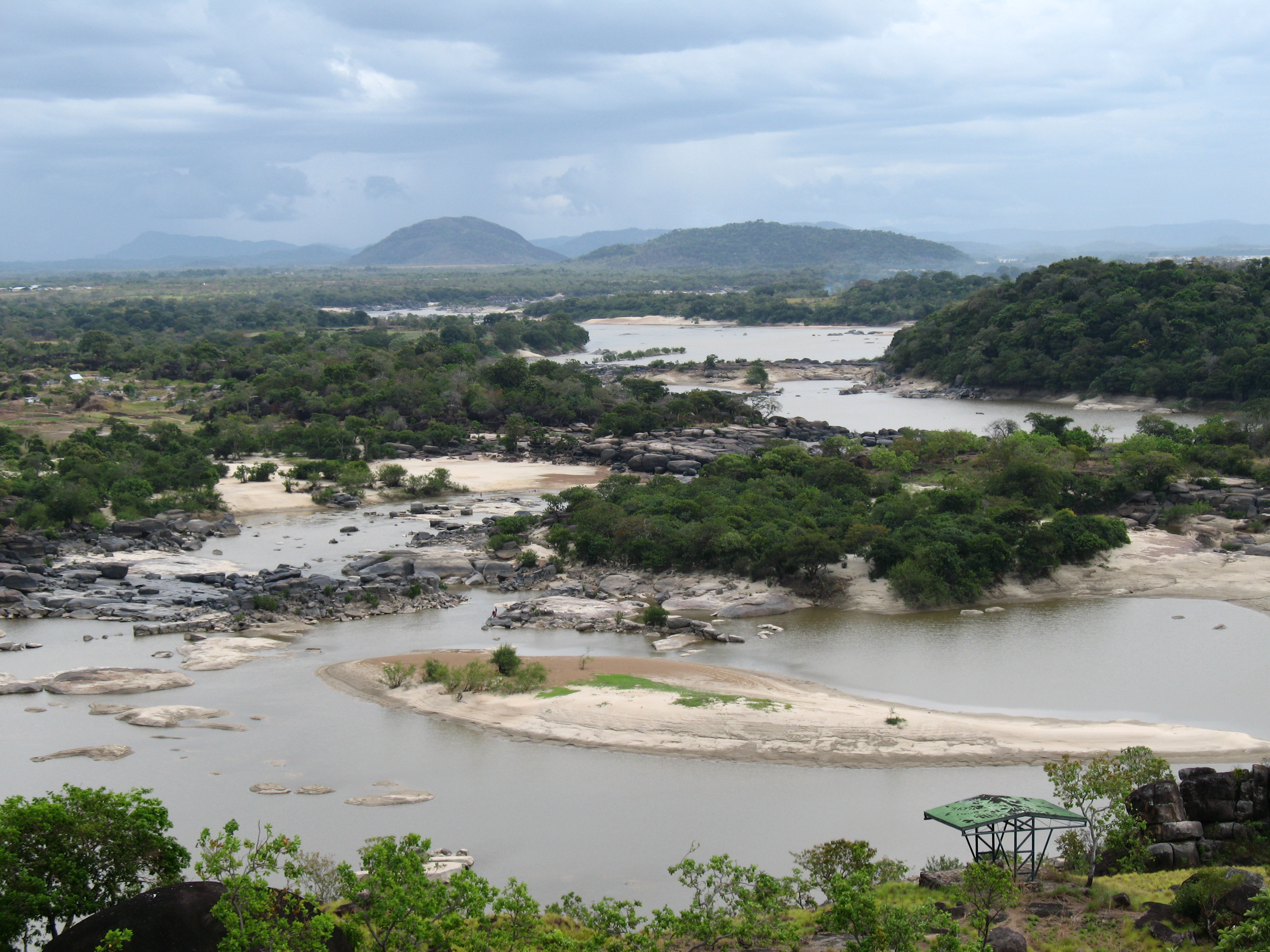
رود اورینوکو

کریستف کلمب احتمالاً نخستین اروپایی‌ای است که دهانهٔ رود اورینوکو را در سال ۱۴۹۸ کشف نمود و پس از او نیز احتمالاً لوپه ده آگره، ماجراجوی اسپانیایی، بیشتر طول رودخانه را در سال ۱۵۶۰ پیمود. در ۱۷۹۹ آلکساندر فون هامبولت، طبیعی‌دان آلمانی بخش‌های بالادست رودخانه را مورد کاوش قرار داد تا آنکه طی جستجویی هوایی در سال ۱۹۴۴، سرچشمهٔ رود اورینوکو در بلندی‌های دوردست شناسایی شد. همچنین کاوش‌های بعدی در فاصلهٔ سال‌های ۱۹۵۱ تا ۱۹۵۶ منجر به کشف دو جویبار گردید که امروزه به‌عنوان سرچشمهٔ اورینوکو شناخته می‌شوند.